# John Wiseman (parlamentar)
John Wiseman (por volta de 1515 - janeiro de 1558), de Great Canfield, Essex, foi um membro do Parlamento Inglês por Maldon em novembro de 1554 e por East Grinstead em 1555.